# Leonforte
Leonforte é uma comuna italiana da região da Sicília, província de Enna, com cerca de 14.145 habitantes. Estende-se por uma área de 83 km², tendo uma densidade populacional de 170 hab/km². Faz fronteira com Assoro, Calascibetta, Enna, Nicosia, Nissoria.

## Demografia
| Variação demográfica do município entre 1861 e 2011                               |
|                                                                                   |
| Fonte: Istituto Nazionale di Statistica (ISTAT) - Elaboração gráfica da Wikipedia |

Sua população teve várias emigrações, particularmente no fim do Século XIX e no início do XX. A cidade de Paraná na Argentina, concentra uma das principais colônias de leonforteses fora da Itália. Foi assinado convênio de Gemmelaggio (cidades-irmãs) entre ambas.